# Santa Cruz das Palmeiras (ort)
Santa Cruz das Palmeiras är en ort i Brasilien.   Den ligger i kommunen Santa Cruz das Palmeiras och delstaten São Paulo, i den sydöstra delen av landet, 700 km söder om huvudstaden Brasília. Santa Cruz das Palmeiras ligger 655 meter över havet och antalet invånare är 25 800.
Terrängen runt Santa Cruz das Palmeiras är huvudsakligen platt, men norrut är den kuperad. Santa Cruz das Palmeiras är det största samhället i trakten.
Omgivningarna runt Santa Cruz das Palmeiras är en mosaik av jordbruksmark och naturlig växtlighet. Runt Santa Cruz das Palmeiras är det ganska glesbefolkat, med 38 invånare per kvadratkilometer.